# Carsten Schatz

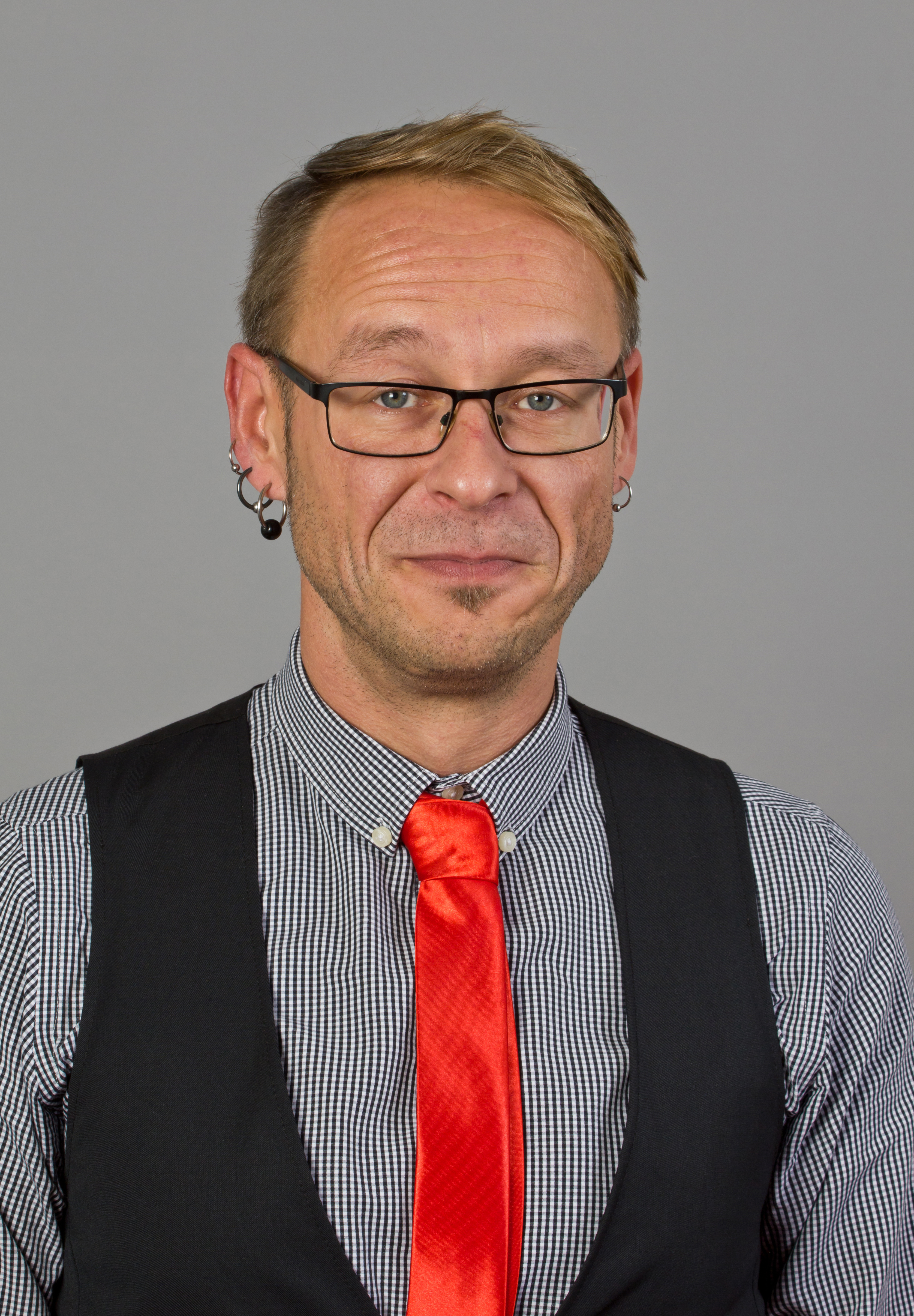
Carsten Schatz (2013)

Carsten Schatz (* 10. Januar 1970 in Altenburg) ist ein deutscher Politiker (parteilos, bis 2024 Die Linke). Er ist seit 2013 Mitglied des Abgeordnetenhauses von Berlin. Dort war er von 2020 bis 2024 neben Anne Helm Fraktionsvorsitzender der Fraktion Die Linke.

## Ausbildung und Beruf
Schatz und seine Familie zogen ein Jahr nach seiner Geburt in Altenburg nach Berlin. Er lebte unter anderem im Prenzlauer Berg, in Schöneberg und aktuell in Friedrichshagen. Nach seinem Abitur 1988 besuchte er von 1988 bis 1990 die Offiziershochschule der Landstreitkräfte. Anschließend arbeitete er von 1990 bis 1993 bei der Deutschen Kreditbank und der Deutschen Bank. Von 1994 war er als Referent tätig und arbeitete von 1995 bis 1998 als Berater der PDS-Bundestagsgruppe. Danach war er von 1998 bis 2001 Leiter des Wahlkreisbüros der Bundestagsabgeordneten Petra Pau. An der Fernuniversität Hagen studierte Schatz, neben seiner Tätigkeit als Landesgeschäftsführer der PDS/Die Linke Berlin, Geschichte, Philosophie und Politikwissenschaften. Bis er 2013 Mitglied im Abgeordnetenhaus von Berlin wurde, war er wissenschaftlicher Mitarbeiter des Bundestagsabgeordneten Stefan Liebich. Er lebt in einer gleichgeschlechtlichen Ehe mit seinem Partner Kai Maurer.

## Politik

### Landesgeschäftsführer und Wahlkampf
Schatz wurde 2001 mit 72 % erstmals zum Landesgeschäftsführer der PDS Berlin gewählt und 2003 von Landesparteitag mit 81 % der Delegiertenstimmen in diesem Amt bestätigt. Auch im Dezember 2005 wurde Schatz vom Landesparteitag mit 89 % der Stimmen in seinem Amt als Landesgeschäftsführer des Landesverbandes Berlin bestätigt. Im Juni 2007 wurde Schatz zum ersten Berliner Landesgeschäftsführer der neuen Partei Die Linke gewählt. Schatz erhielt mit 83 % das beste Ergebnis aller direkt gewählten Landesvorstandsmitglieder. Bei den nächsten Wahlen im Dezember 2008 und November 2010 wurde Schatz in seinem Amt wieder bestätigt. Im November 2010 wurde Schatz erneut zum Landesgeschäftsführer der Berliner Linken gewählt. Im Juni 2012 trat er nach über 11 Jahren von dieser Funktion zurück.
Schatz leitete den Wahlkampf der Berliner Linken für die Wahlen zum 17. Deutschen Bundestag. Bei dieser Wahl erzielte die Berliner 'Linke das beste Bundestagswahlergebnis in ihrer Geschichte und wurde vor der SPD zweitstärkste politische Kraft in Berlin. Zuvor hatte er bereits die Bundestagswahlkämpfe 2002, 2005 und die Europa-Wahlkämpfe 2004 und 2009 zu verantworten.
Am 22. September 2012 wurde Schatz zum Vorsitzenden des Bezirksverbandes Treptow/Köpenick gewählt.
Carsten Schatz trat am 23. Oktober 2024 zusammen mit Elke Breitenbach, Klaus Lederer, Sebastian Schlüsselburg und Sebastian Scheel aus seiner Partei aus.

### Abgeordnetenhauswahlen und MdA
Schatz war Direktkandidat für die Wahl zum 16. Berliner Abgeordnetenhaus in Tempelhof-Schöneberg, Wahlkreis 5 (Tempelhof Süd/Mariendorf-Nord) und Kandidat für die BVV bei den Wahlen am 17. September 2006. Außerdem war er Wahlkampfleiter der Berliner Linkspartei bei diesen Wahlen. Schatz war Mitglied der Verhandlungskommission zur Fortsetzung der rot-roten Regierung.
Schatz leitet den Wahlkampf der Berliner Linken für die Wahlen zum 17. Abgeordnetenhaus von Berlin im September 2011. Im Wahlkreis 6 des Bezirks Treptow-Köpenick wurde er von seiner Partei als Direktkandidat nominiert. Schatz war zunächst über die Landesliste seiner Partei in das Abgeordnetenhaus von Berlin gewählt, doch bei einer Nachzählung verlor er das Abgeordnetenmandat knapp. Aufgrund des Todes des Europaabgeordneten Lothar Bisky am 13. August 2013 rückte die Berliner Abgeordnete Martina Michels ins Europaparlament nach. Ihren Platz im Berliner Abgeordnetenhaus übernahm Schatz. Damit wurde Carsten Schatz der erste offen HIV-positive Parlamentarier in Deutschland. Inzwischen gibt es weitere offen HIV-positive Abgeordnete, wie den hessischen Grünen-Politiker Felix Martin.
Bei der Wahl zum 18. Abgeordnetenhaus von Berlin 2016 gelang ihm der Sieg als Direktkandidat im Wahlkreis Treptow-Köpenick 6.  Am 2. Juni 2020 wurde Carsten Schatz neben Anne Helm zum Fraktionsvorsitzenden der Linken im Abgeordnetenhaus von Berlin gewählt. Im Abgeordnetenhaus ist er im 2. Untersuchungsausschuss BER II. Bei der Abgeordnetenhauswahl 2021 und der Wiederholungswahl 2023 konnte er seinen Sitz im Abgeordnetenhaus verteidigen. Er ist Sprecher für Antidiskriminierung seiner Fraktion. Er ist Mitglied der Europa-Union Berlin (EUB) und Gründungsmitglied der überfraktionellen EUB-Parlamentariergruppe im Abgeordnetenhaus. Bei der Wahl zum Fraktionsvorsitz am 11. Juni 2024 trat er nicht erneut an.

### Politische Aktionen
Der ehemalige Hausbesetzer war Mitglied der Statutenkommission der PDS sowie Mitglied der Historischen Kommission der PDS. Schatz war G-8-Beauftragter der Berliner Linkspartei und organisierte den Protest gegen den G8-Gipfel in Heiligendamm 2007.
Im Frühjahr 2008 leitete Schatz die Gegenkampagne zum Volksentscheid Tempelhof bleibt Verkehrsflughafen! unter dem Motto Nein! zum Flugbetrieb in Tempelhof.
Im Jahr 2009 leitete Schatz die Kampagne seiner Partei mit dem Motto Religion ist freiwillig! gegen den Volksentscheid der Initiative Pro Reli, welcher das Ziel hatte, den Religionsunterricht in Berliner Schulen als verbindliches Pflichtfach einzuführen.

### Verhältnis zur DDR
Im Bundestagswahlkampf 2005 geriet er in die Schlagzeilen, da er äußerte, dass die Berliner Mauer zur „Existenzsicherung“ der DDR gebaut wurde. Ferner sei der Mauerbau wegen der folgenden „inneren Stabilisierung“ der DDR „nicht irrational gewesen“. Schatz fügte hinzu: „eine Gesellschaft, die die Mauer notwendig findet, hat Defizite, mit denen sie sich auseinandersetzen muss“. Die CDU und die FDP forderten den Rücktritt des Historikers Schatz, der damalige Landesparteichef Stefan Liebich stellte sich hinter seinen Geschäftsführer und Wahlkampfmanager und wies die Rücktrittsforderungen zurück, ebenso die ehemalige Landesvorsitzende und Bundestagsabgeordnete Petra Pau.

### Verhältnis zur WASG
Nachdem die Linkspartei.PDS auf ihrem Bundesparteitag die Doppelmitgliedschaft zwischen WASG und Linkspartei beschlossen hatte, stellte Schatz am 12. Dezember 2005 einen Mitgliedsantrag bei der WASG. Der WASG Bezirksvorstand Tempelhof-Schöneberg stimmte seinem Mitgliedsantrag zu. Ein ehemaliges PDS-Mitglied, welches aus der Partei ausgeschlossen wurde, legte beim WASG Landesvorstand Widerspruch gegen die Mitgliedschaft ein. Der Landesvorstand der WASG beschloss über die Einsprüche gegen die Doppelmitgliedschaft von Schatz und Gregor Gysi nicht zu entscheiden. Der WASG-Landesvorstand legte beiden nahe, selbst die WASG wieder zu verlassen. Das Verhältnis zwischen Berliner Linkspartei und Berliner WASG galt als sehr gespannt und als Nagelprobe im Vereinigungsprozess. Am 30. Juni 2007 bildete sich auch im Land Berlin der Landesverband der fusionierten Partei Die Linke, Klaus Lederer wurde zum ersten Landesvorsitzenden gewählt und Schatz zum ersten Geschäftsführer.

### Deutsche AIDS-Hilfe
Im Oktober 2008 wurde Schatz, der selbst HIV-infiziert ist, in Erfurt in den Vorstand der Deutschen AIDS-Hilfe gewählt. Schatz macht in seinem Vortrag zum Start der Kampagne „Ich weiss was ich tu“ der AIDS-Hilfe das neue Selbstbewusstsein deutlich: „Wir nehmen unseren Auftrag, als Interessenvertretung der von HIV bedrohten und betroffenen Männer selbstbewusst wahr. Deshalb wurde die Kampagne mit dem Wissen und den Fähigkeiten des gesamten Verbandes, also unter Einbeziehung der Zielgruppe, entwickelt. Und deshalb werden wir uns auch in Zukunft von niemandem vorschreiben lassen, mit welchen Inhalten und mit welchen Bildern wir unsere Zielgruppe ansprechen.“ Im Oktober 2011 wurde Schatz wieder in den Vorstand der Deutschen AIDS-Hilfe gewählt. Bereits mit seinem Einzug in das Berliner Abgeordnetenhaus kündigte Schatz an, für die anstehenden Wahlen im November 2014 auf eine erneute Kandidatur zu verzichten. Er schied somit nach 6 Jahren aus dem Vorstand der DAH aus.

## Mitgliedschaften
- Stiftungsrat Stiftung Akademie Waldschlösschen
- Vereinte Dienstleistungsgewerkschaft (ver.di)
- Volkssolidarität
- Pro Asyl
- Humanistischer Verband
- Berliner CSD e. V.
- 1. FC Union
- Solidaritätsdienst International e. V. (SODI)
- Attac
- Europa-Union Berlin
- Kämpfer und Freunde der spanischen Republik e. V
- Positiv e. V.
- AJPNIA e. V.[2]